# 베이스볼 모굴
《베이스볼 모굴》(Baseball Mogul)은 컴퓨터 야구 시뮬레이션 게임이다. 스포츠 모굴(Sports Mogul) 제작사에서 나온 게임으로 1997년부터 만들어졌고, 최근 판은 베이스볼 모굴 2014이다.

## 버전
- 베이스볼 모굴 2016
- 베이스볼 모굴 다이아몬드 jfhjhfjf
- 베이스볼 모굴 2014
- 베이스볼 모굴 2013
- 베이스볼 모굴 2012
- 베이스볼 모굴 2011
- 베이스볼 모굴 2010
- 베이스볼 모굴 2009
- 베이스볼 모굴 2008
- 베이스볼 모굴 2007
- 베이스볼 모굴 2006
- 베이스볼 모굴 2005
- 베이스볼 모굴 2004
- 베이스볼 모굴 2003
- 베이스볼 모굴 2002
- 베이스볼 모굴 2000
- 베이스볼 모굴 99
- 베이스볼 모굴